# Parafia Narodzenia Najświętszej Maryi Panny w Mińsku Mazowieckim (rzymskokatolicka)
Parafia Narodzenia Najświętszej Maryi Panny w Mińsku Mazowieckim – parafia rzymskokatolicka należąca do dekanatu mińskiego - Narodzenia NMP, diecezji warszawsko-praskiej, metropolii warszawskiej Kościoła katolickiego. Parafia erygowana w 1422 roku. Największa parafia w Mińsku Mazowieckim, a do 25 grudnia 1984 jedyna, obok mariawickiej. 

## Zasięg parafii
Do parafii należą wierni z części Mińska Mazowieckiego oraz z następujących miejscowości: Karolina-Kolonia, Niedziałka Druga i Stara Niedziałka

## Historia kościoła i parafii
Parafia Narodzenia NMP w Mińsku Mazowieckim należy do najstarszych w diecezji warszawsko-praskiej. Pierwszy drewniany kościół został konsekrowany w 1422 roku. W XVI wieku został wzniesiony, przez rodzinę Mińskich, kolejny kościół z cegły palonej. Na początku XVII wieku kościół spłonął. Wkrótce ks. Prokop Kotecki, proboszcz miński, kościół ten odbudował i wyposażył we wszystkie sprzęty kościelne.
Kościół miński początkowo należał do diecezji poznańskiej, od roku 1805 (faktycznie od 1807) do diecezji lubelskiej i dekanatu liwskiego i garwolińskiego, od roku 1818 do arcybiskupstwa warszawskiego. Po reorganizacji Kościoła w Polsce w 1992 roku, należy do diecezji warszawsko-praskiej. 
Kościół początkowo jednonawowy, w latach 1908–1912 został rozbudowany i przekształcony w stylu neobarokowym według projektu architekta Józefa Piusa Dziekońskiego. Dodano wówczas nawy boczne, wieże oraz kaplicę i zakrystię po bokach prezbiterium. W roku 1914 świątynia została konsekrowana przez księdza arcybiskupa Aleksandra Kakowskiego. W 1958 roku kościół miński został uznany za zabytek. Za zabytki uznano również główny ołtarz, krucyfiks, dwa ołtarze boczne, chrzcielnicę, dwa feretrony i kropielnicę.
Przygotowując się do uroczystości koronacyjnych w 2000 roku parafia podjęła trud gruntownego odnowienia świątyni.

### Wyposażenie kościoła
- drewniany krucyfiks z XVII wieku
- marmurowa misa chrzcielna z XVIII wieku
- żyrandole mosiężne z XVIII wieku
- obraz Matki Boskiej namalowany przez Jana Czesława Moniuszkę (syna Stanisława)[4]
- organy

## Sanktuarium
Sanktuarium Matki Bożej Hallerowskiej w Mińsku Mazowieckim
Nazwa Sanktuarium Matki Bożej Hallerowskiej związana jest z mszą dziękczynną po bitwie warszawskiej w 1920. 

## Informacje
Parafia liczy 20 tysięcy wiernych.
Proboszczem parafii od 2015 roku jest ks. Jerzy Karol Mackiewicz. 